# Gare de Maastricht
La gare de Maastricht ou gare de Maestricht (en néerlandais : Station Maastricht) est la gare Centrale de la ville néerlandaise de Maastricht, située en rive droite de la Meuse, dans le quartier du Wyck. Les autres gares de la ville sont celles de Maastricht-Randwyck au sud-est et de Maastricht-Nord (nl) au nord-est.
La première station de Maastricht ouvre ses portes le 23 octobre 1853, lors de l'ouverture de la première ligne de chemin de fer frontalière des Pays-Bas vers Aix-la-Chapelle. Elle est suivie par des connexions vers Hasselt (ligne 20) en 1856, vers Liège (ligne 40) en 1861 et enfin en 1865, la ligne E vers Venlo et le reste des Pays-Bas.

## Historique

### Premières gares (1853-1913)
La Société du chemin de fer d'Aix-la-Chapelle à Maastricht (nl) est la première compagnie privée à réaliser un chemin de fer partant de la ville de Maastricht : la ligne d'Aix-la-Chapelle à Maastricht (nl), inaugurée le 31 décembre 1853. La gare en impasse, dotée d'un bâtiment en bois, se trouve hors des fortifications de la ville. Le choix du bois s'est fait pour des raisons stratégiques : pouvoir rapidement détruire cette construction en cas de guerre pour ne pas gêner les tirs des canons.

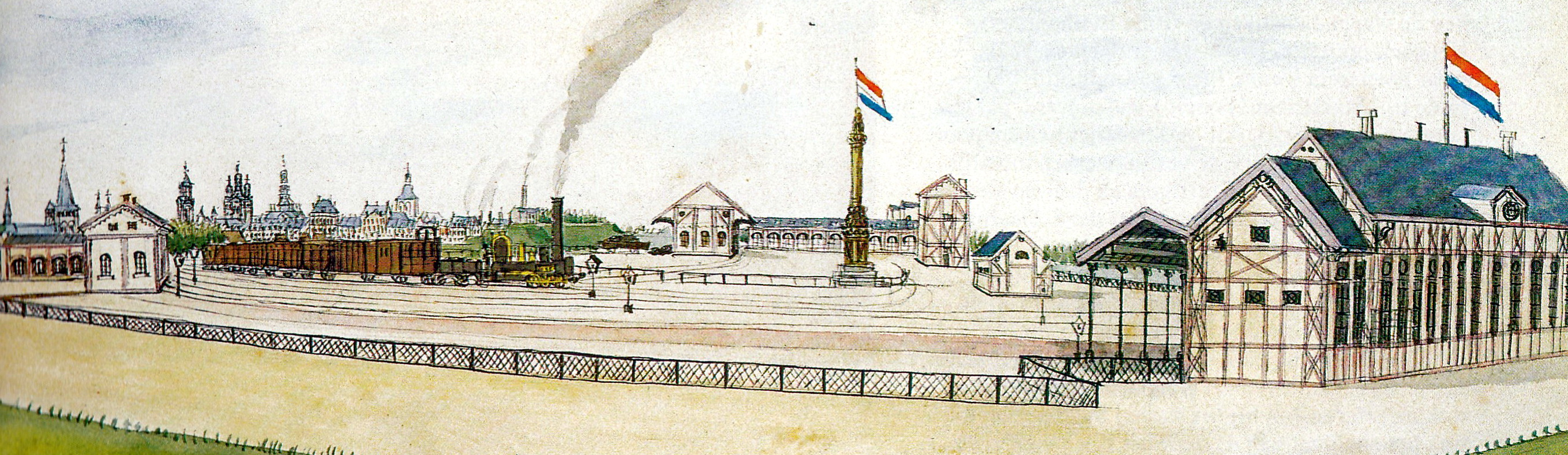
La nouvelle gare de 1856 (à droite) et la gare de 1853 (au centre).
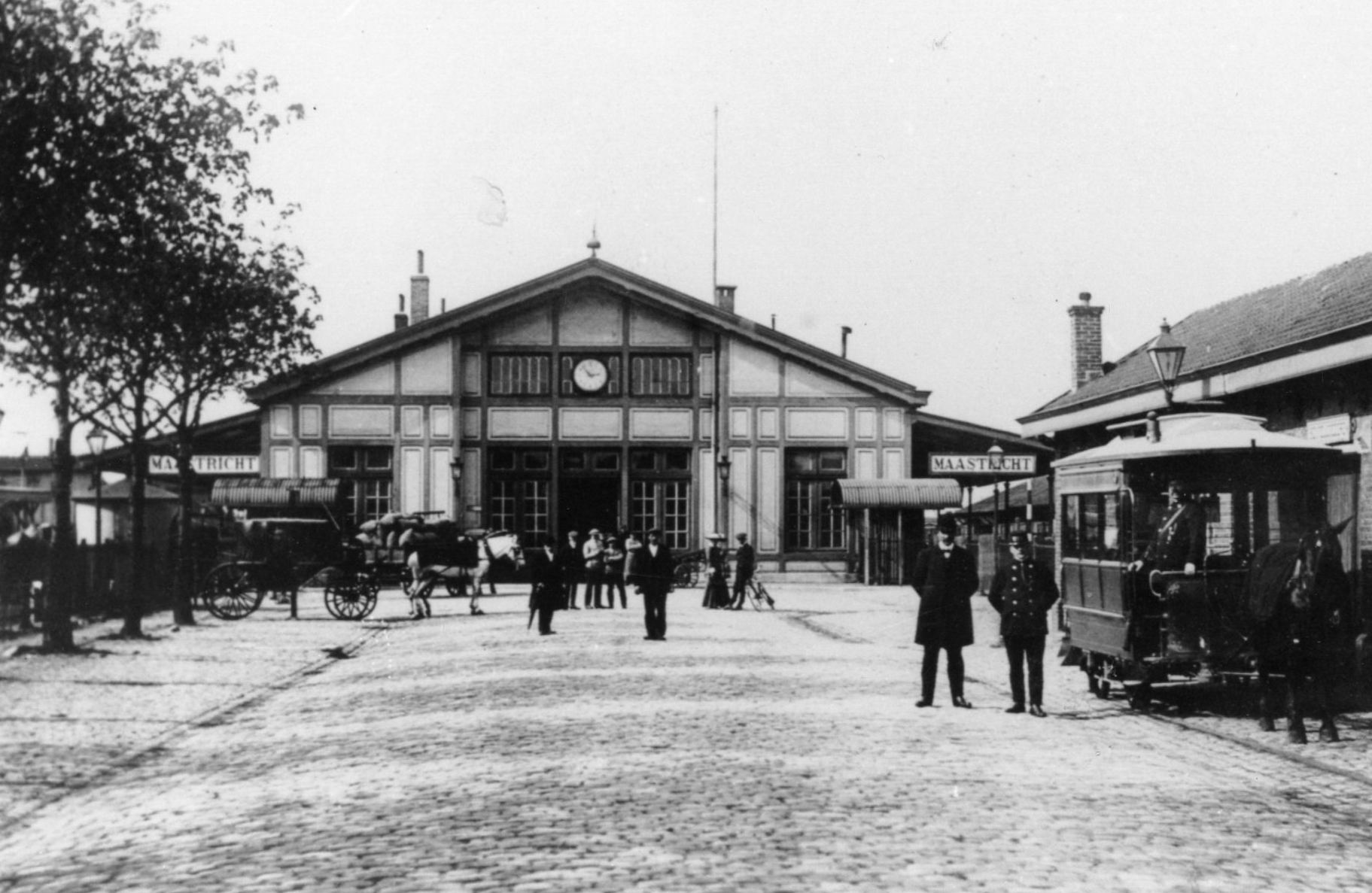
Entrée de la gare de 1865. Un tram hippomobile assure la correspondance.
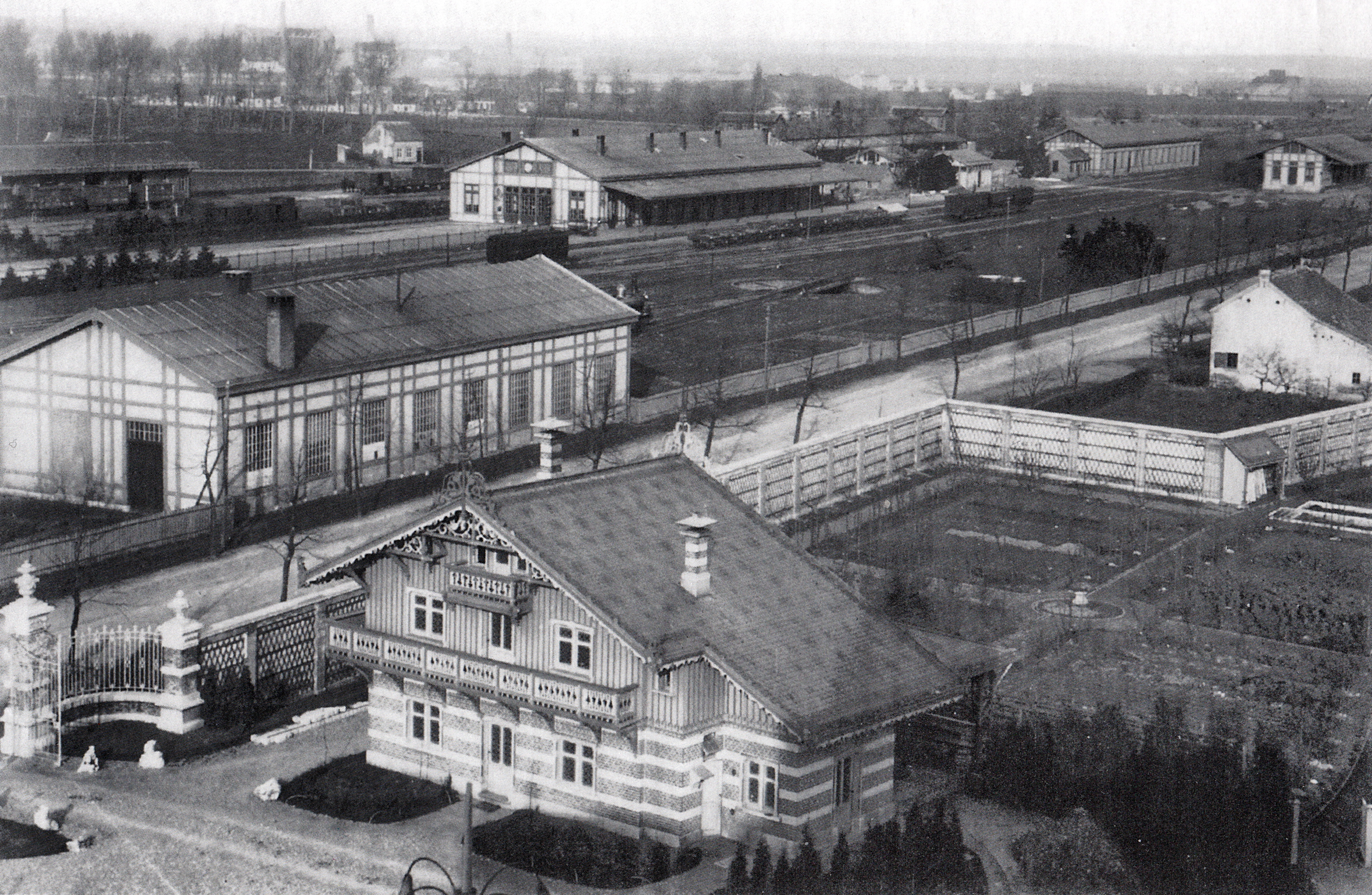
Le même bâtiment, au fond au centre.

En 1856, elle doit déjà changer d'emplacement pour que la compagnie ajoute une seconde ligne, de Maastricht à Hasselt, en Belgique. Le second bâtiment est également en bois.
En 1861, la Compagnie du chemin de fer de Liège à Maastricht inaugure une troisième ligne internationale vers Liège et Visé.
L’État décide enfin de relier Maastricht à l'intérieur du pays et inaugure en 1865 la ligne de Maastricht à Venlo (nl) dont il confie le fonctionnement à la Compagnie pour l'exploitation des chemins de fer de l'État néerlandais (Staatsspoorwegen).
Cette nouvelle ligne engendre la création d'une nouvelle gare « Maastricht Staatsspoor », achevée en 1865 et dotée d'un bâtiment toujours en bois « en îlot » au milieu des voies.
La gare de 1856 reste en activité et, depuis 1867, la Société qui l'exploite fait désormais partie du Grand Central Belge, un vaste consortium dont le réseau s'étend jusqu'à Anvers, Charleroi et la frontière française (Givet et Vireux).

### La gare actuelle (1913)

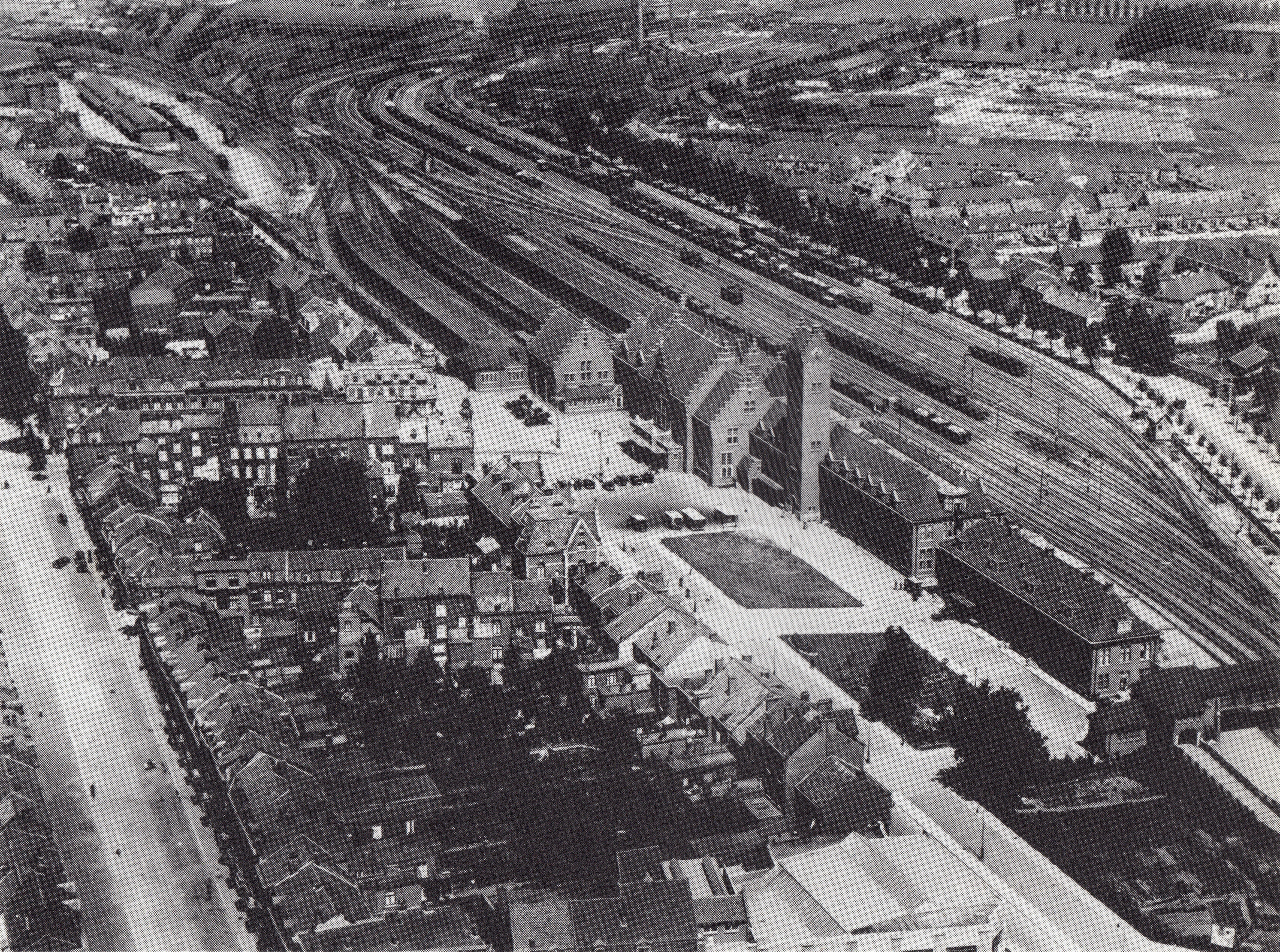
La gare et ses abords vus du ciel en 1926.

La disposition ferroviaire de Maastricht, avec deux gares différentes bâties en bois et encerclées par les voies, ne convenait plus à une ville moderne, d'autant plus que les remparts avaient été abolis à partir de 1867. En 1907, la ville et les Staatsspoorwegen se mettent d'accord pour la construction d'une nouvelle gare mieux située et dotée d'un grand bâtiment en brique et en granite que l'on doit à l'architecte George van Heukelom (nl). Il réalise aussi une halle aux marchandises, terminée en 1915.
Le bâtiment de la gare, d'inspiration néo-renaissance, mais malgré tout fort moderne, s'inspire du style de Hendrik Petrus Berlage. Il s'articule sur six ailes avec une haute tour de cinq étages. Des vitraux, frises en céramique, fenêtres à meneaux et pignons à gradins décorent cette grande construction.
Une passerelle, achevée en 1916 et détruite en 1964, enjambe les voies au sud de la gare pour donner accès à l'autre côté. Le dépôt et la halle aux marchandises se trouvent plus de 400 m au nord.
La place de la gare est progressivement réaménagée pour accueillir les bus, tandis que les lignes rayonnant autour de Maastricht sont électrifiées, sauf celle vers Hasselt qui perd ses trains de voyageurs. Un tunnel routier, piéton et cycliste élimine la passerelle en 1964, mais, lorsqu'un nouveau quai en îlot est construit en 1983, une nouvelle passerelle est ajoutée, donnant cette fois-ci accès au quai.
En 1996, la gare devient un monument national, statut la protégeant de la démolition. Cependant, la grande aile la plus au sud, bâtie dans le même style que le reste de la gare, succombe au pic des démolisseurs entre 2003 et 2005 au profit d'un grand immeuble de bureaux avec un parc de stationnement souterrain « de Colonel ». Dans les années 2000, un bâtiment tout en verre voit le jour à l'autre bout de la passerelle pour en faciliter l'accès.

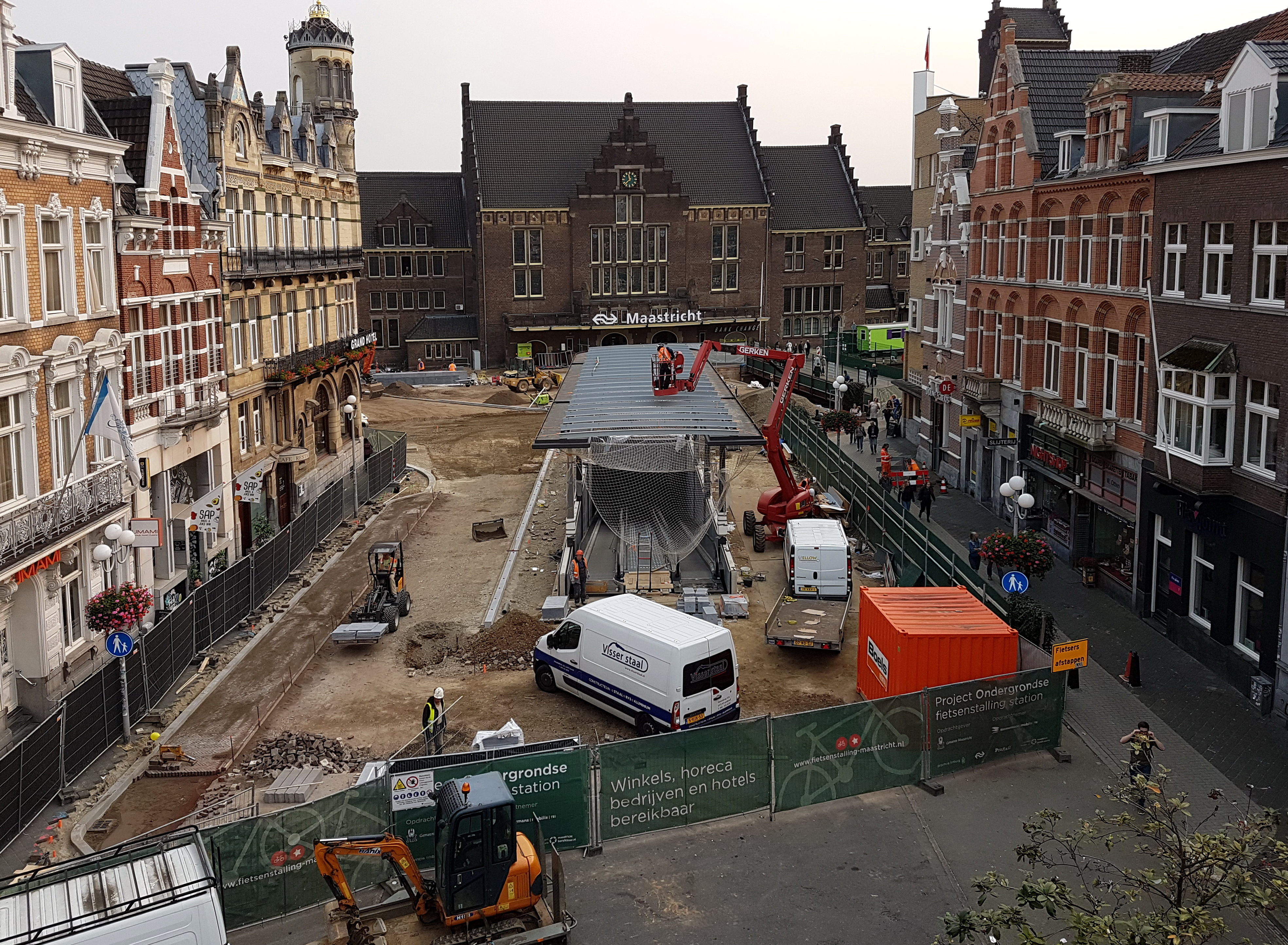
Chantier du parc à vélos en 2017.

Entre 2018 et 2020, la gare et ses installations sont rénovées en profondeur pour huit millions d'euros, tandis que l'aile la plus au sud de l'ancien bâtiment est vendue à un groupe hôtelier. La gare routière est également rafraîchie. En 2018, un vaste parc à vélos souterrain est créé sous la place de la Gare (nl).
La gare est ouverte dans son intégralité en 1916, mais sans inauguration officielle en raison de la Première Guerre mondiale. Elle est officiellement inaugurée 105 ans plus tard, en 2021, à l'occasion d'une cérémonie de fin de rénovation.

## Service des voyageurs

### Accueil
La gare dispose de guichets et de plusieurs magasins et cafés.
Elle possède six voies à quai, dont trois en cul-de-sac.

### Intermodalité
Une grande gare routière se trouve le long des quais en impasse au nord de la gare.

## Galerie

Vues extérieures
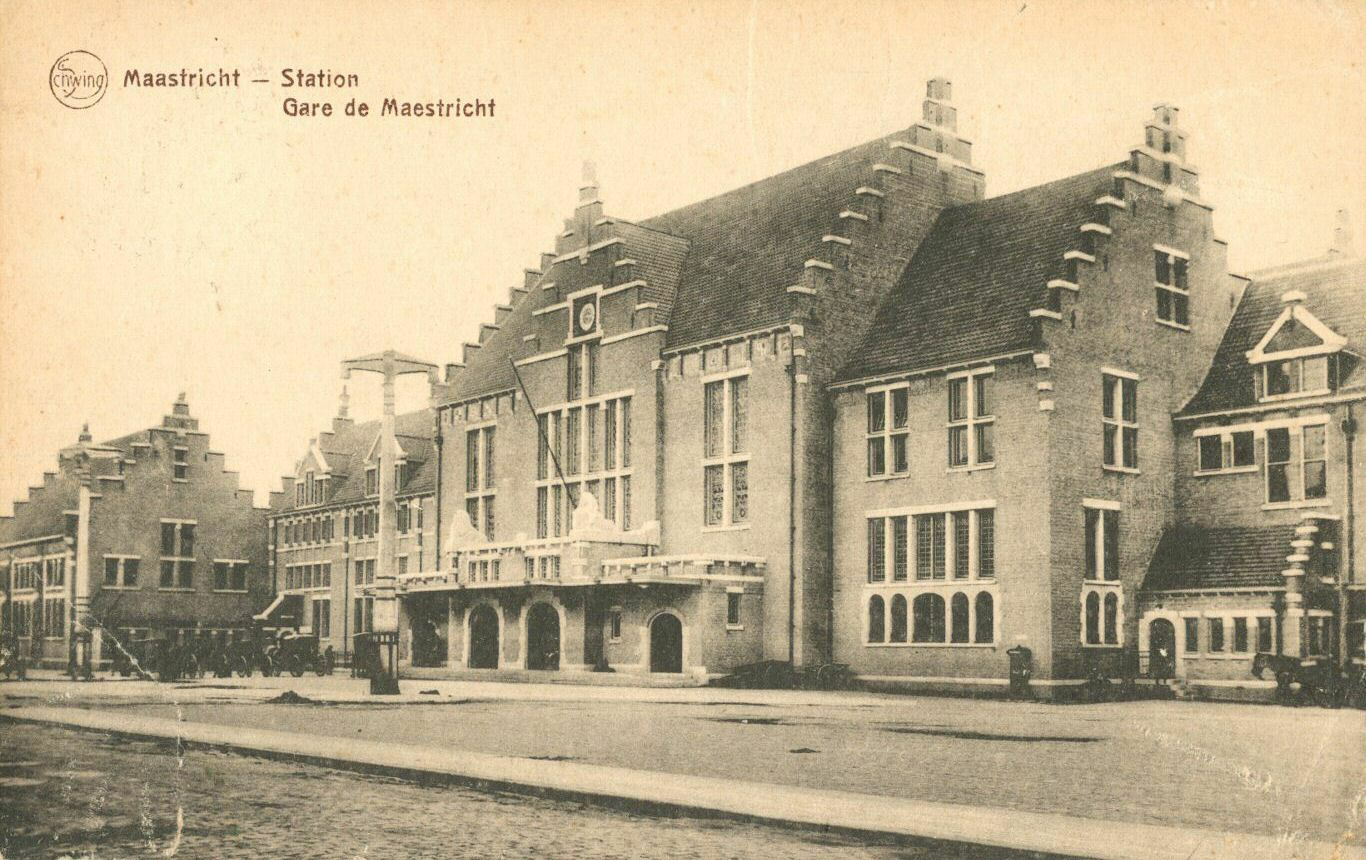
Façade avant 1918.
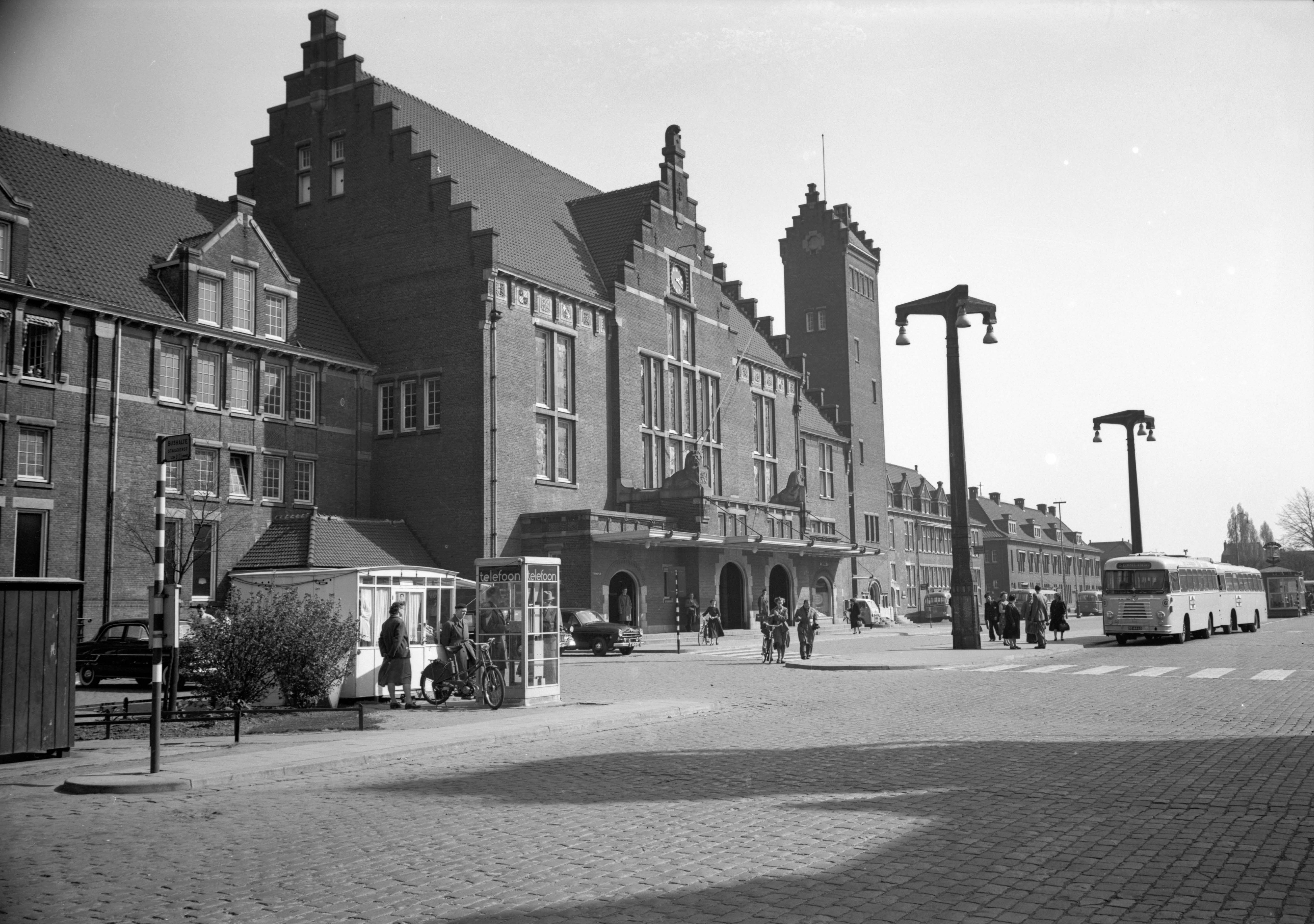
En 1957.
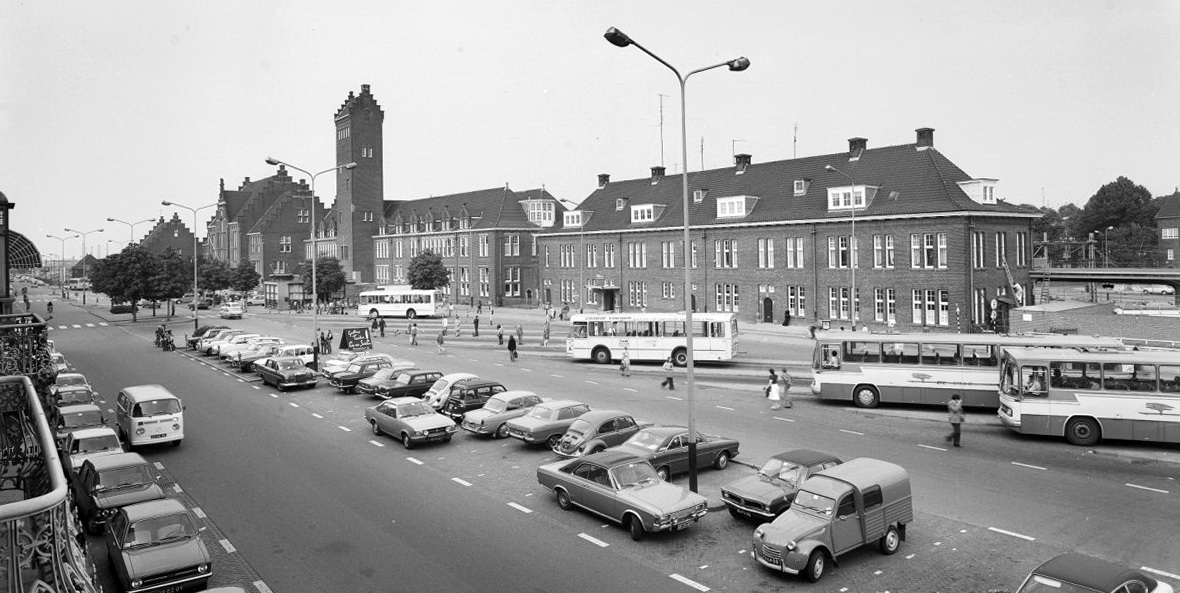
Au centre droit, le corps de bâtiment démoli dans les années 2000.
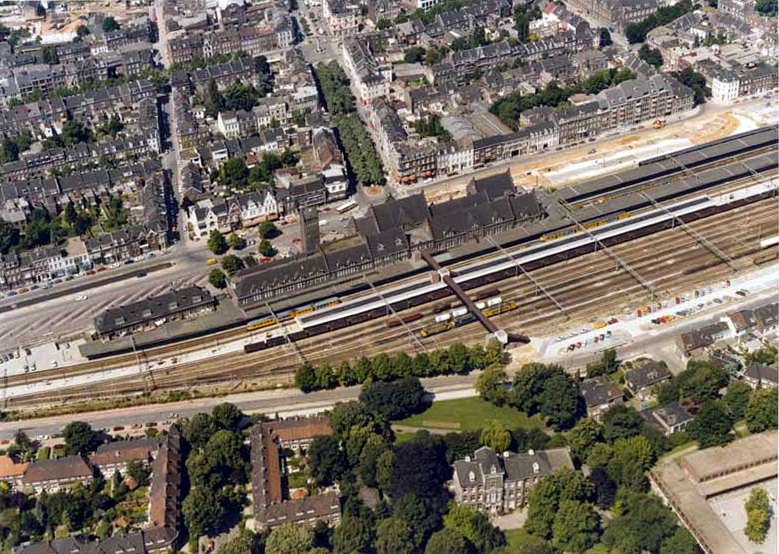
Vue aérienne en 1985.
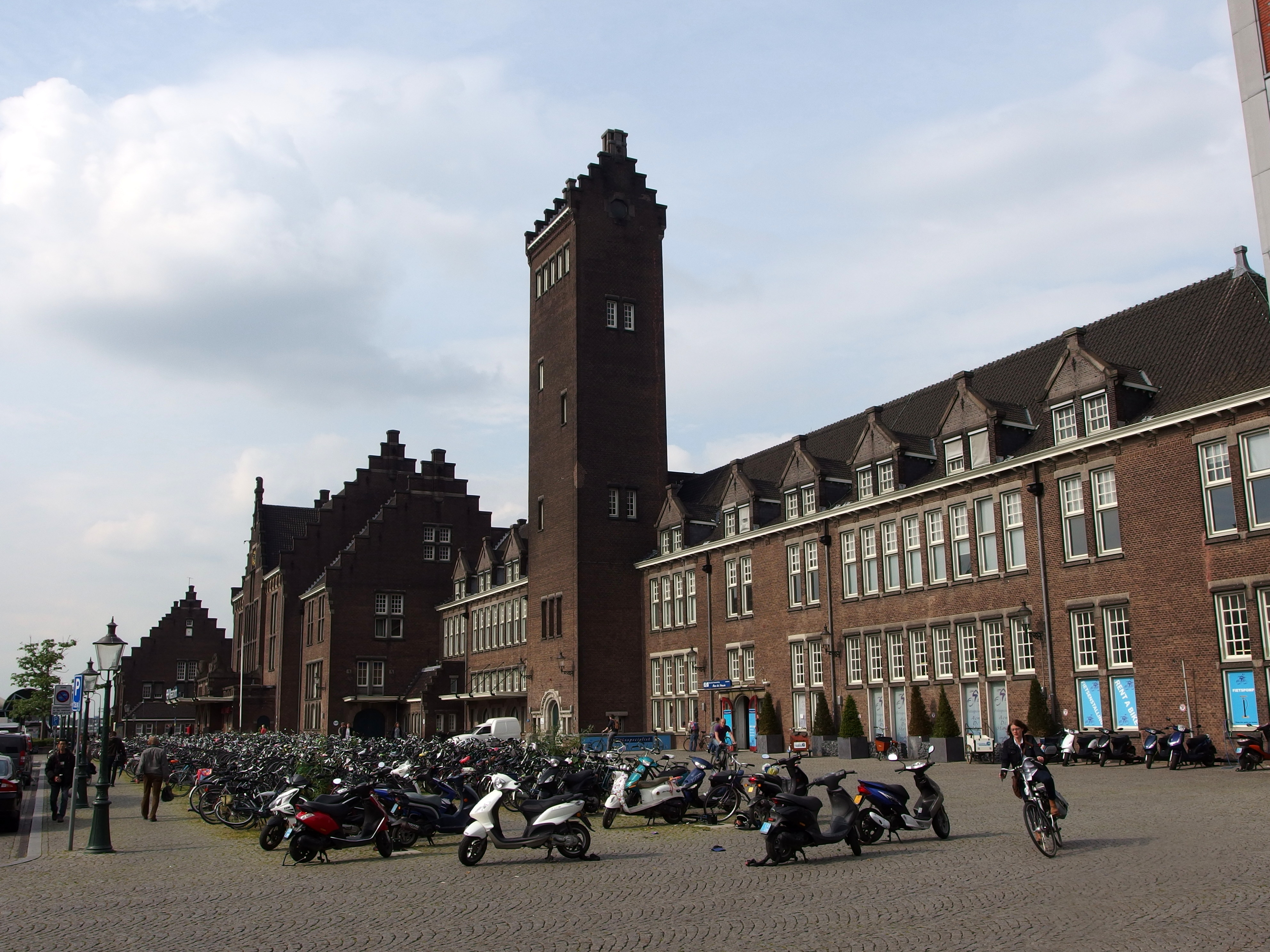
Parvis de la gare en 2014.
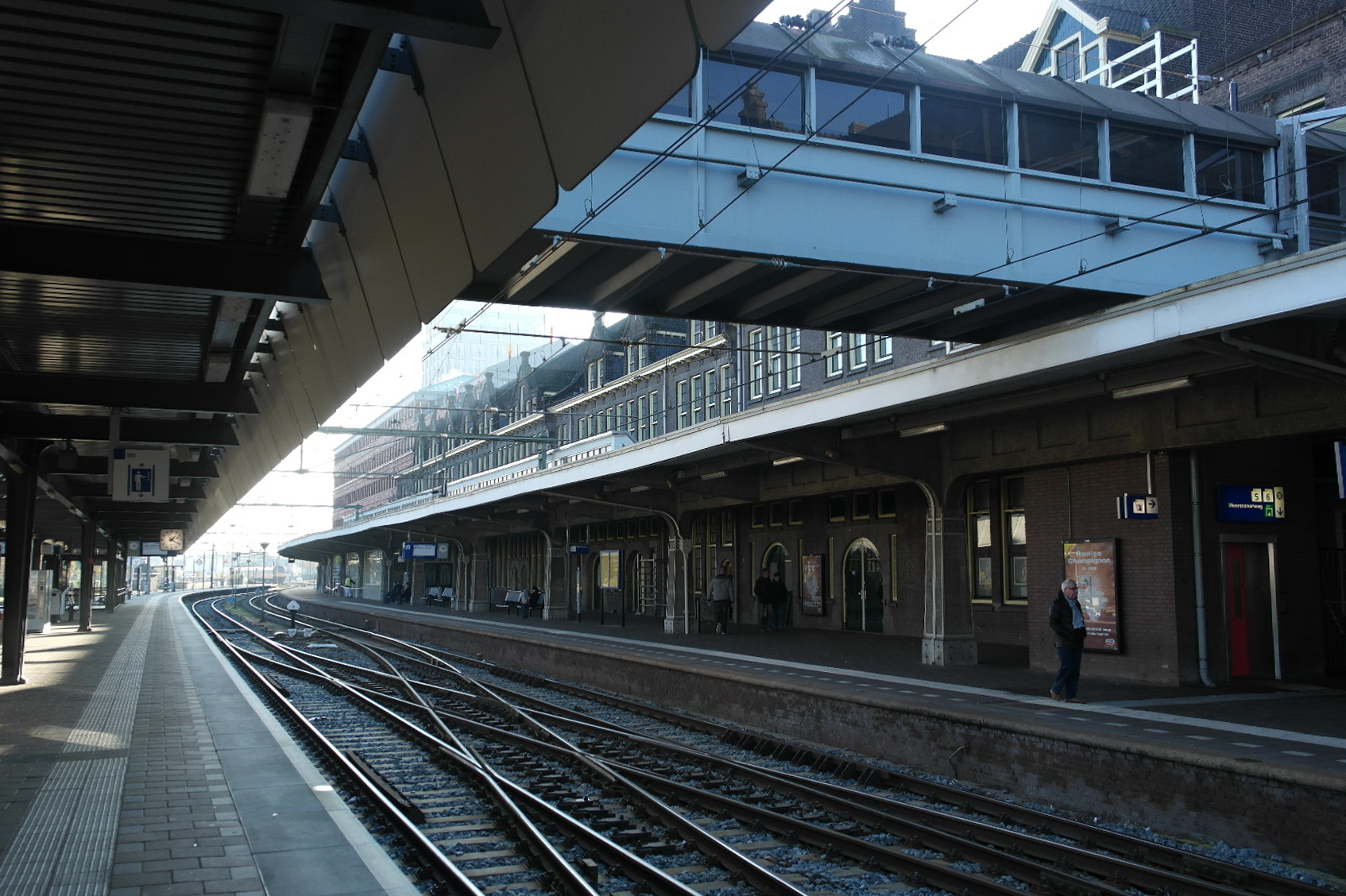
Quais et passerelle.
Cabine de signalisation.
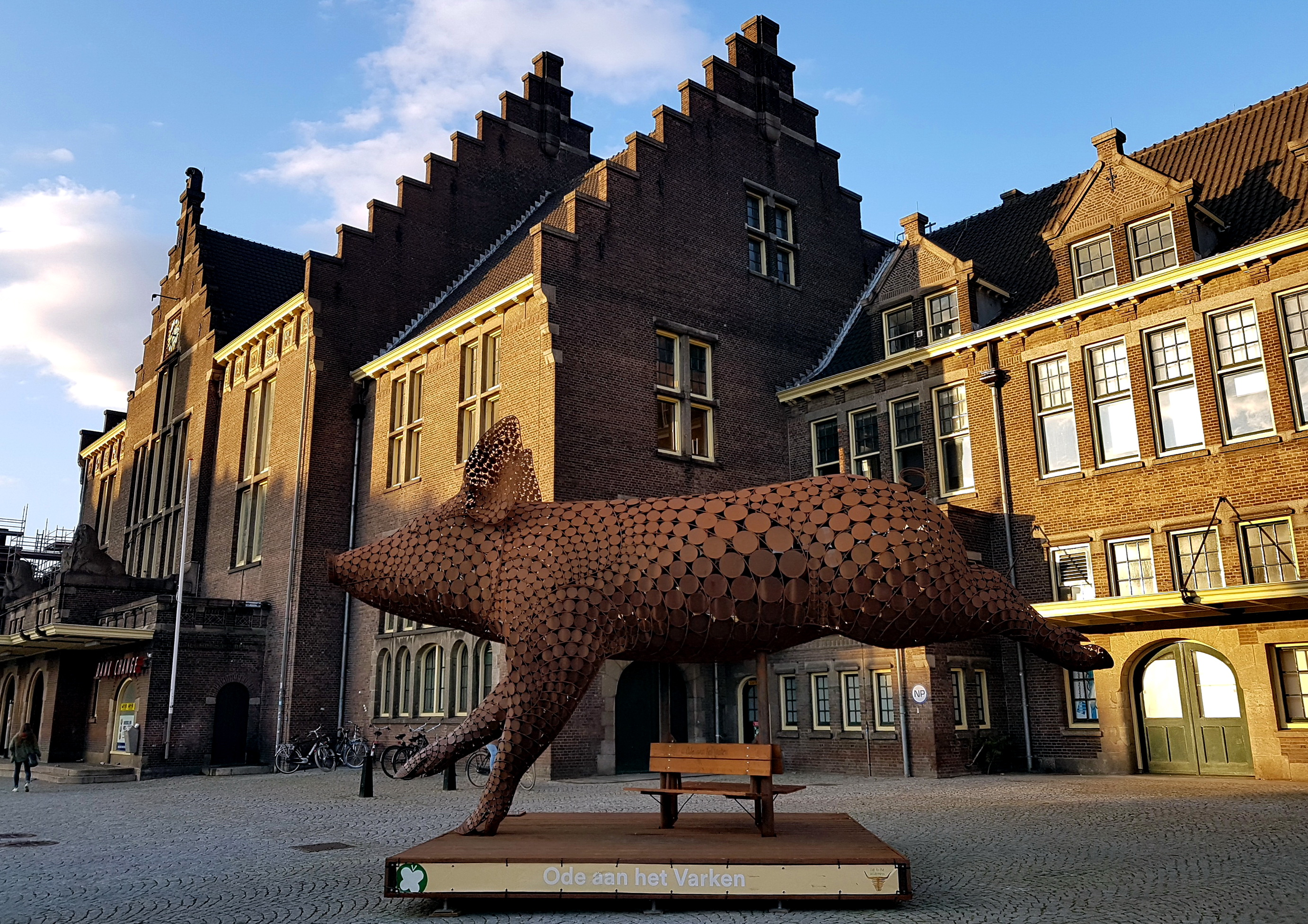

Intérieur
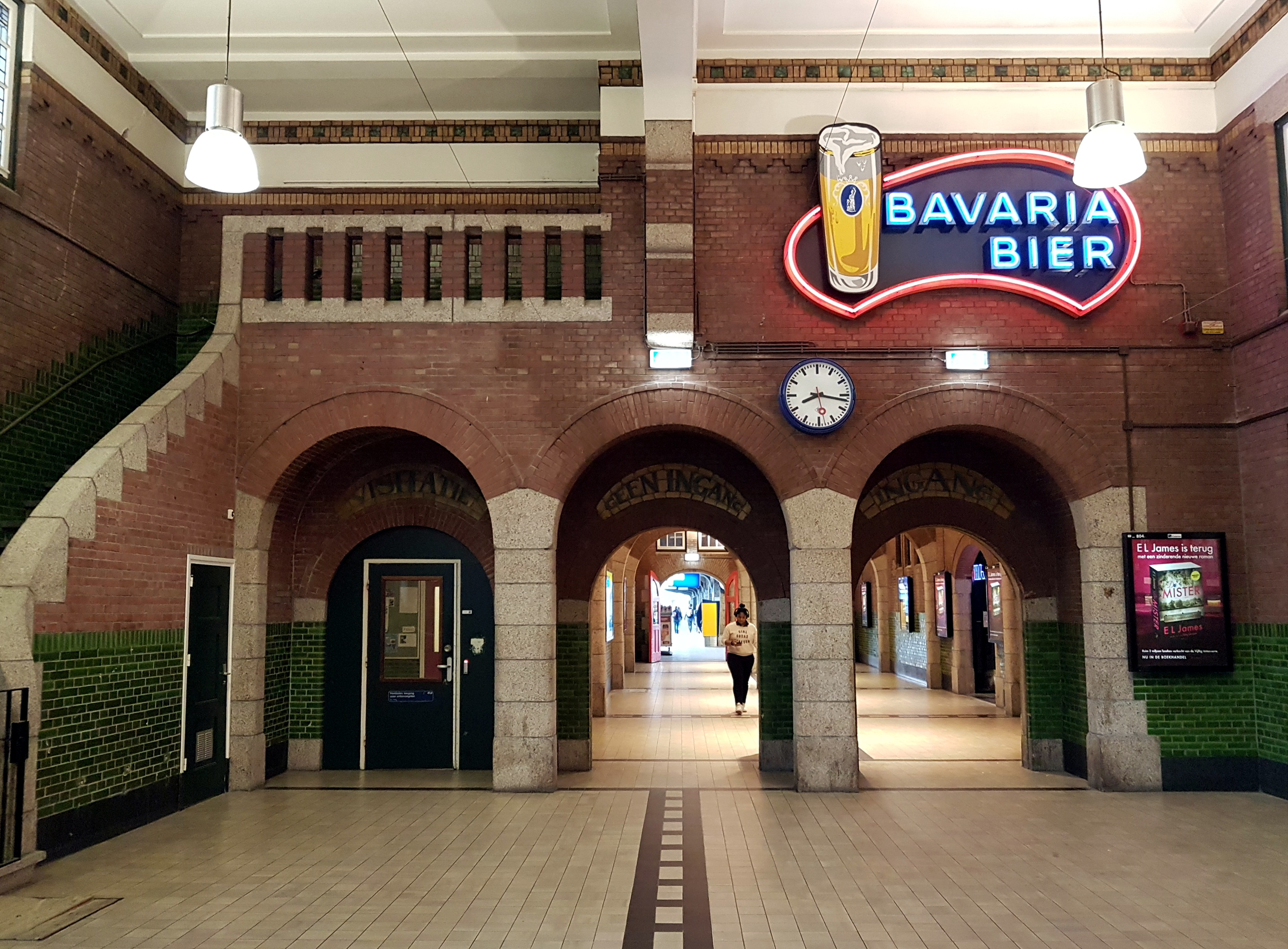
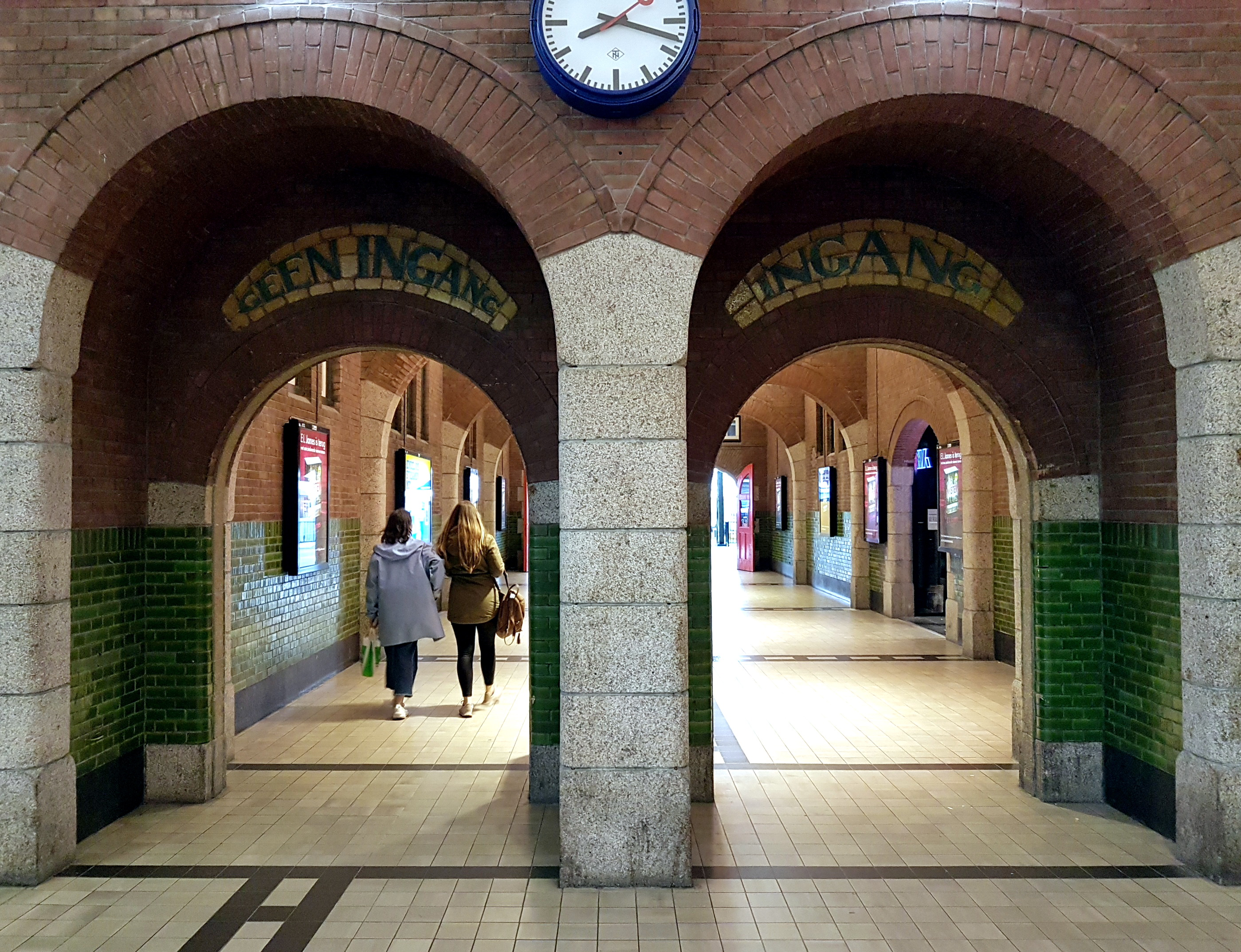
Accès.
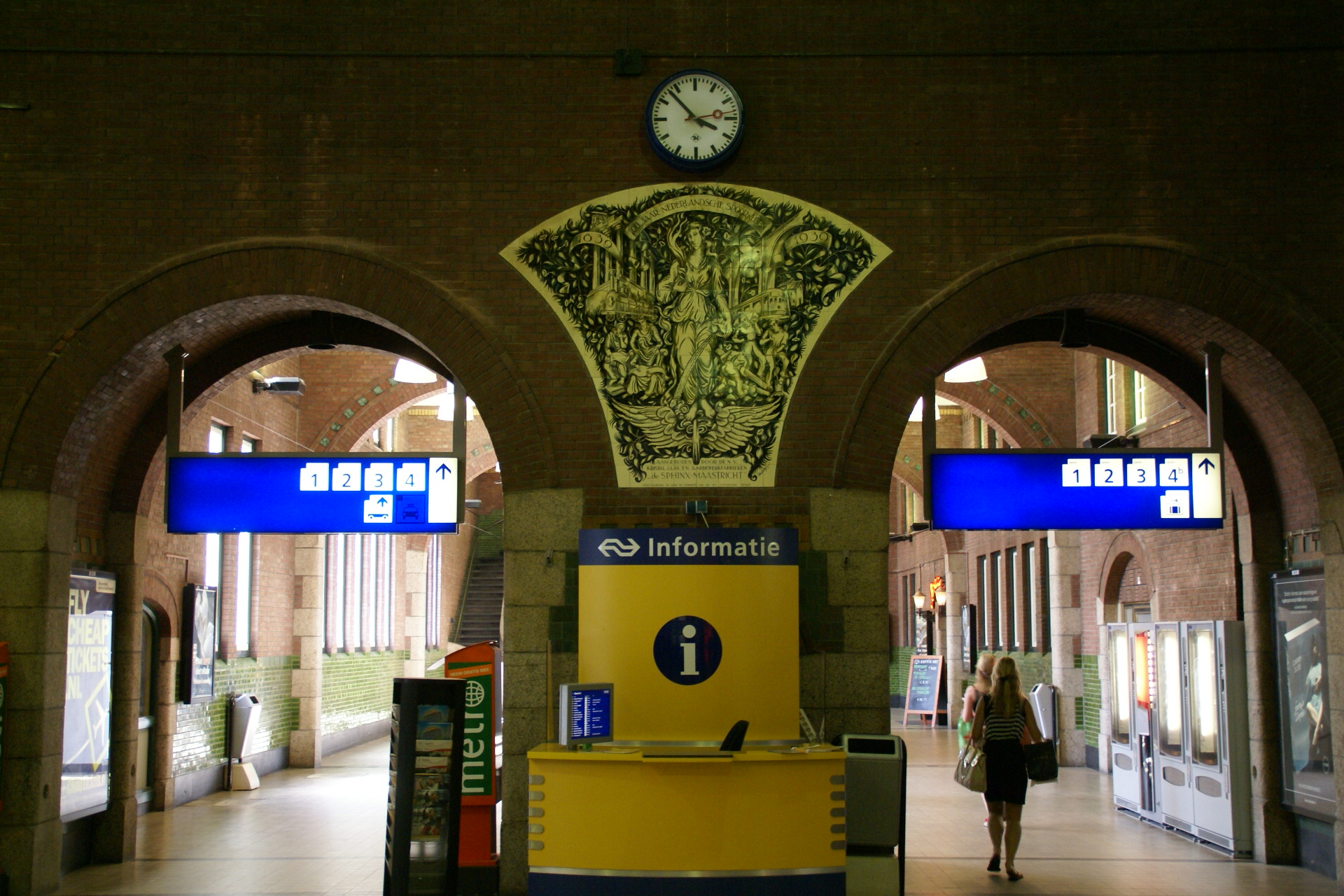
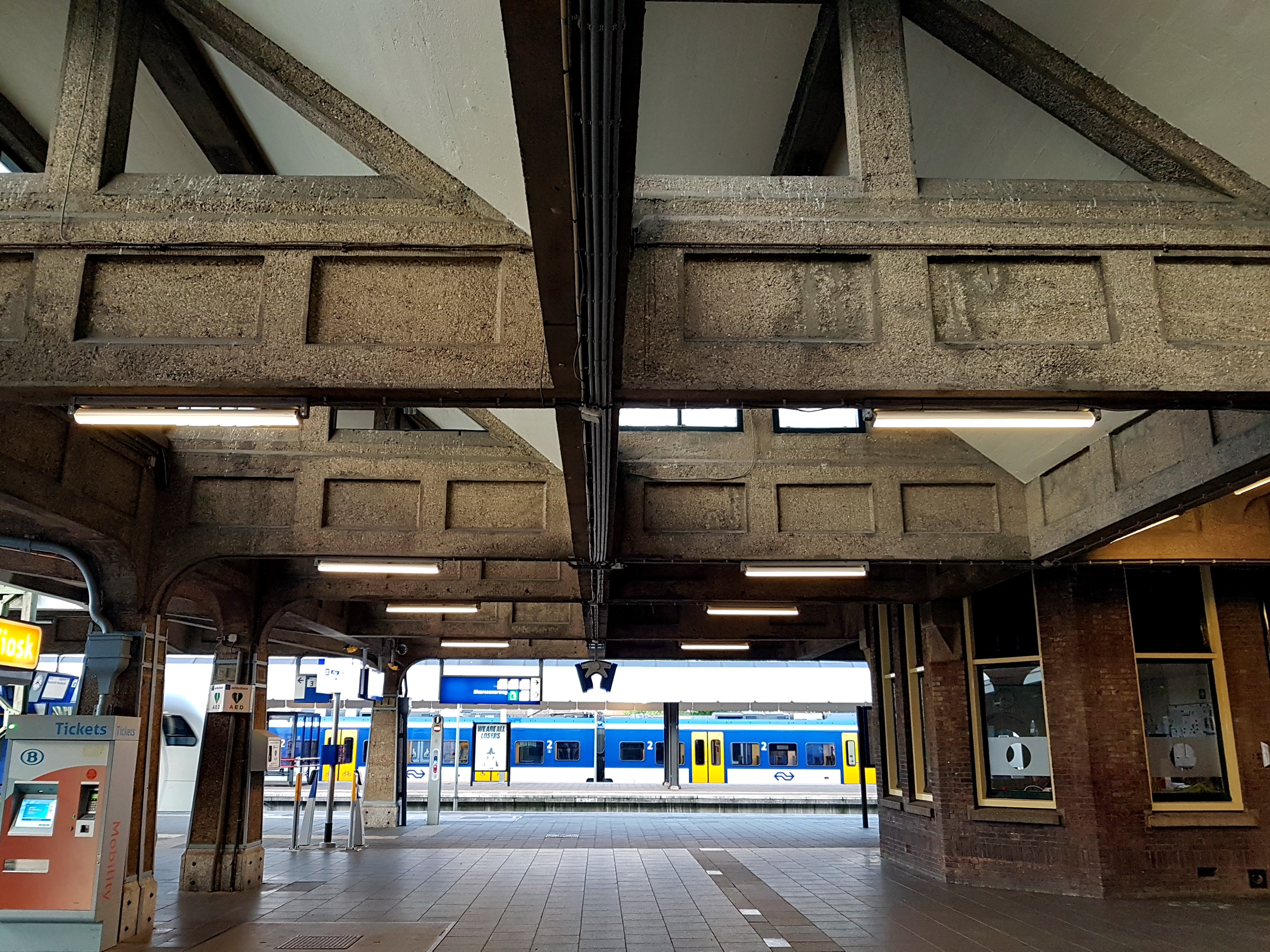
Auvent en béton.
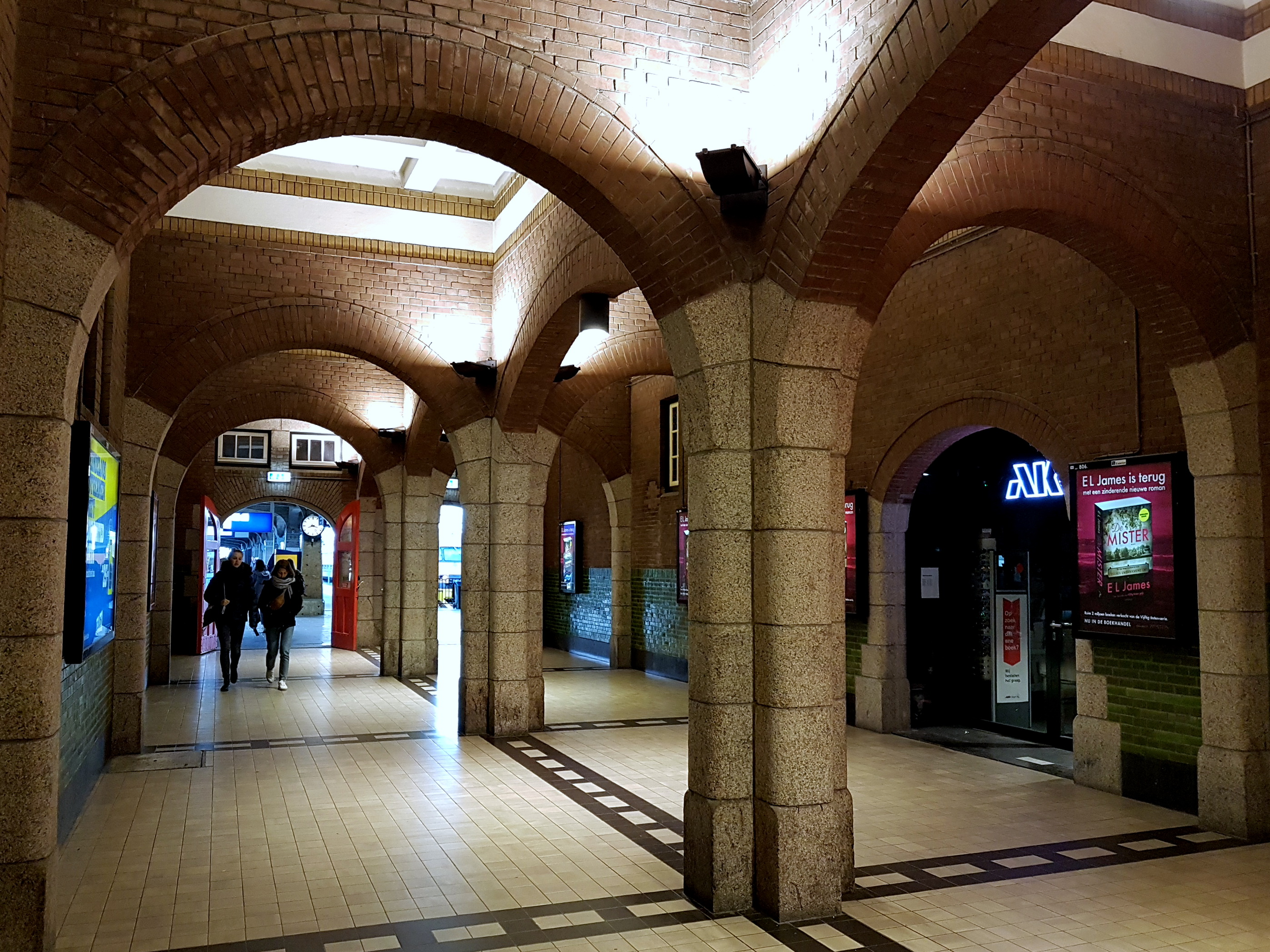
Galerie.
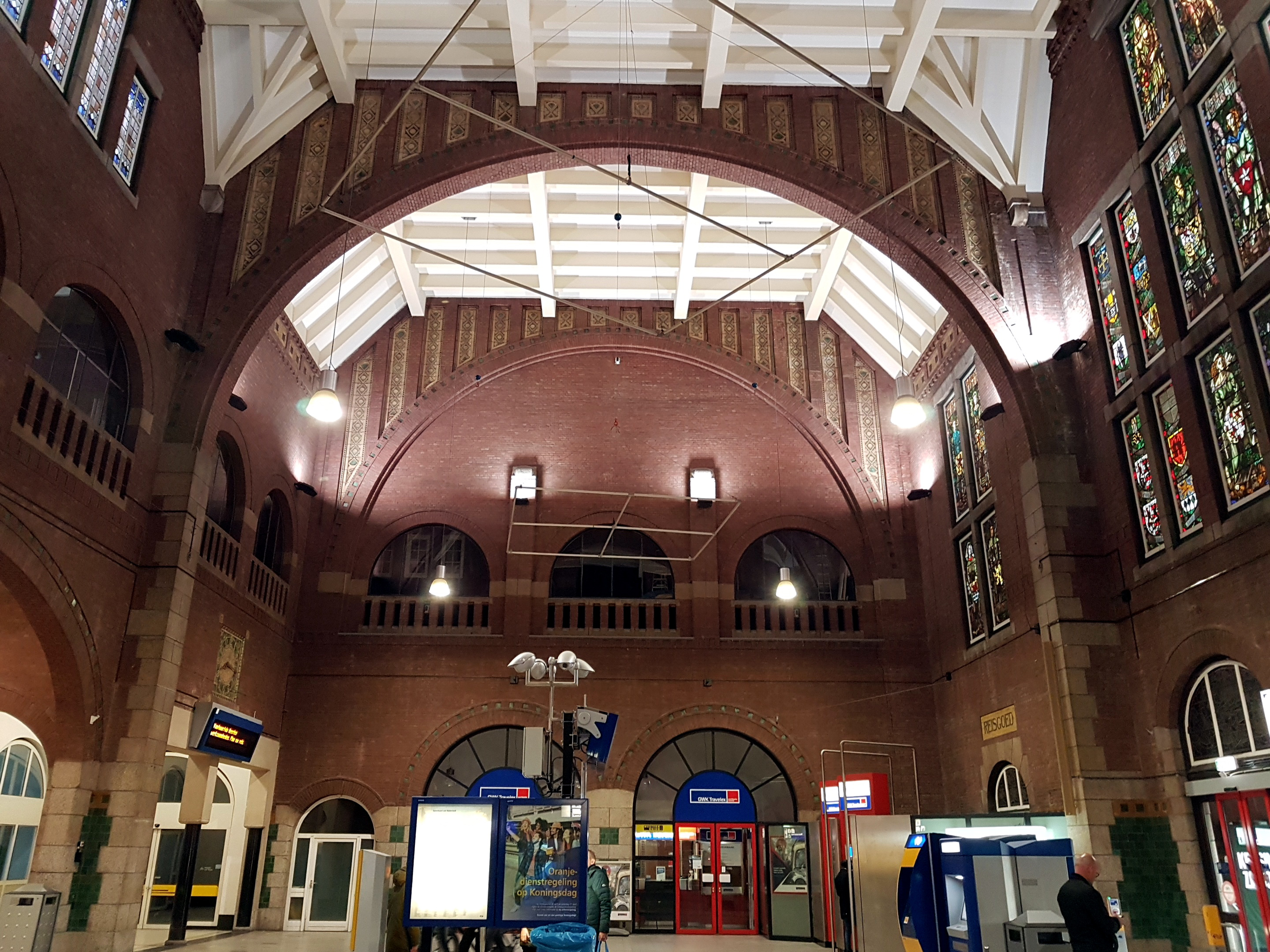
Hall des guichets.
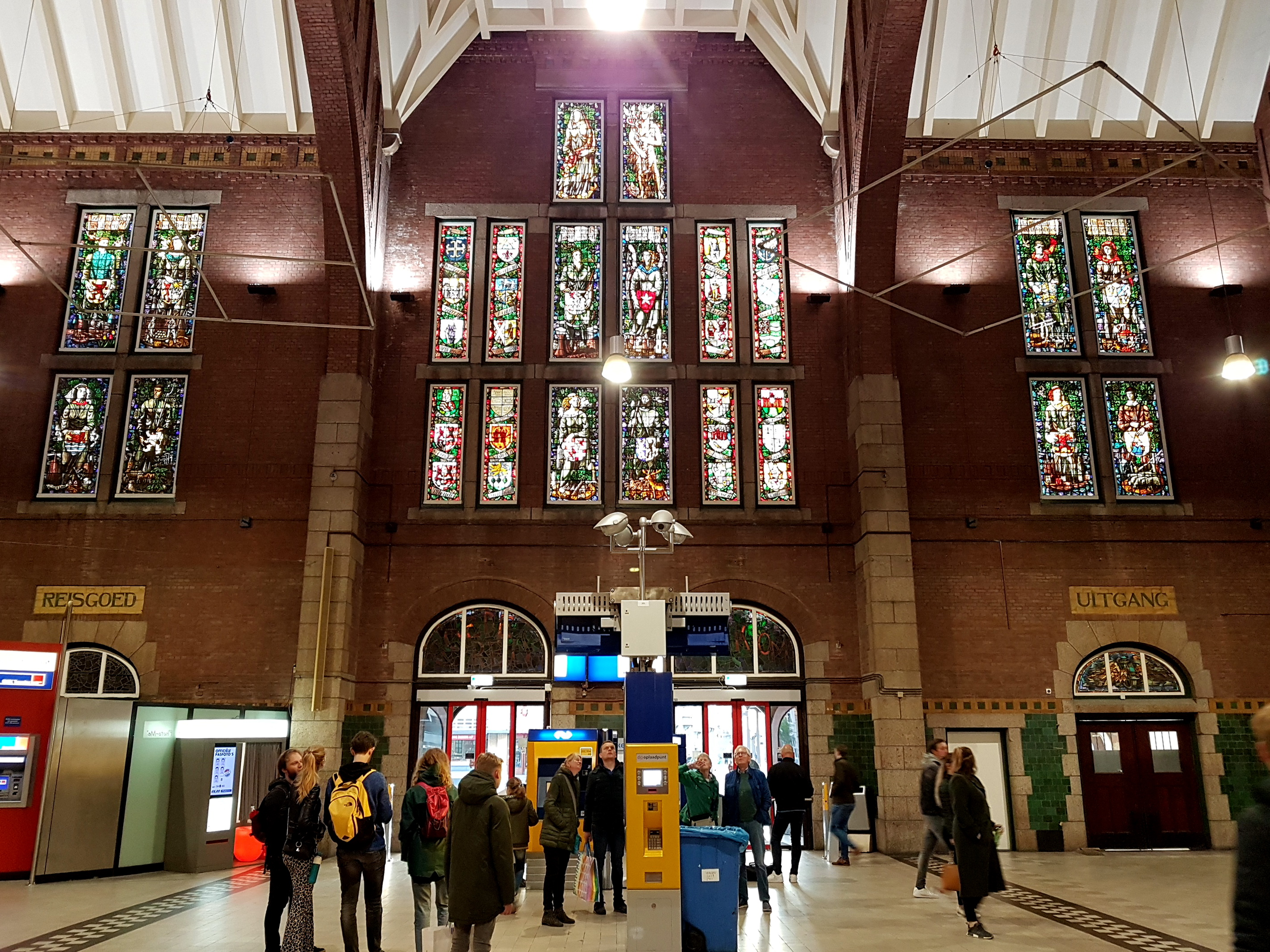
Vitraux.
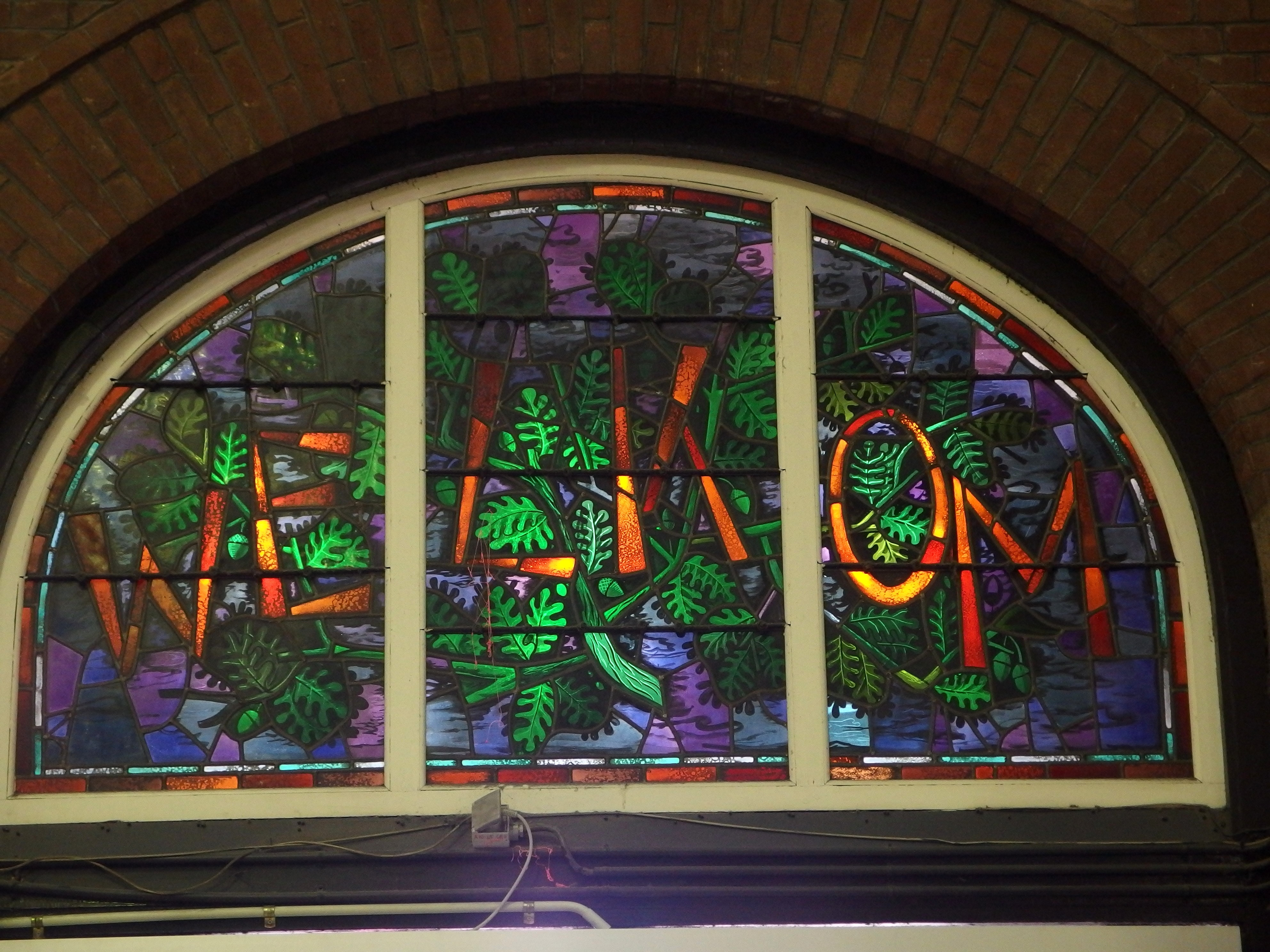
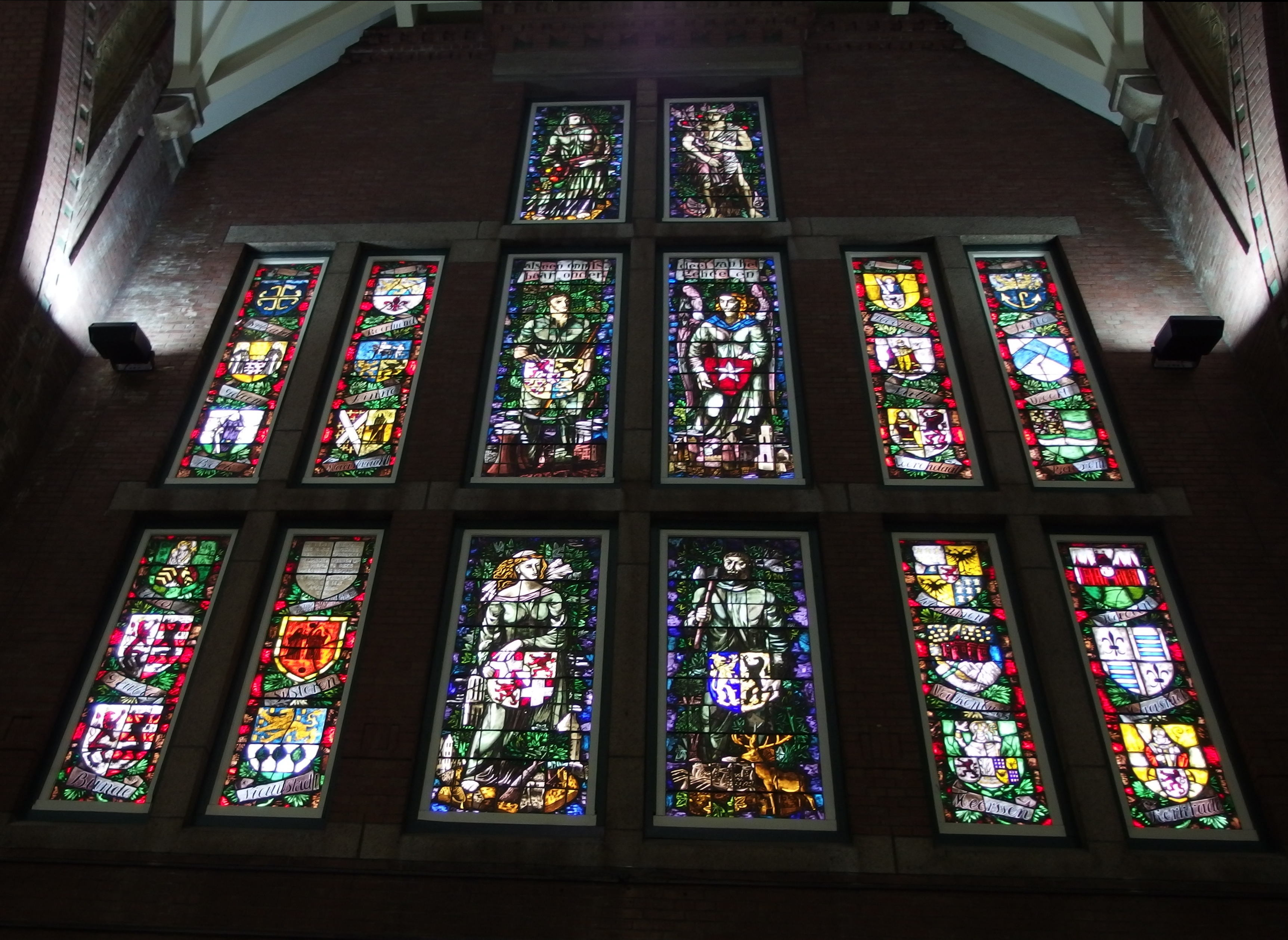
Vitraux.
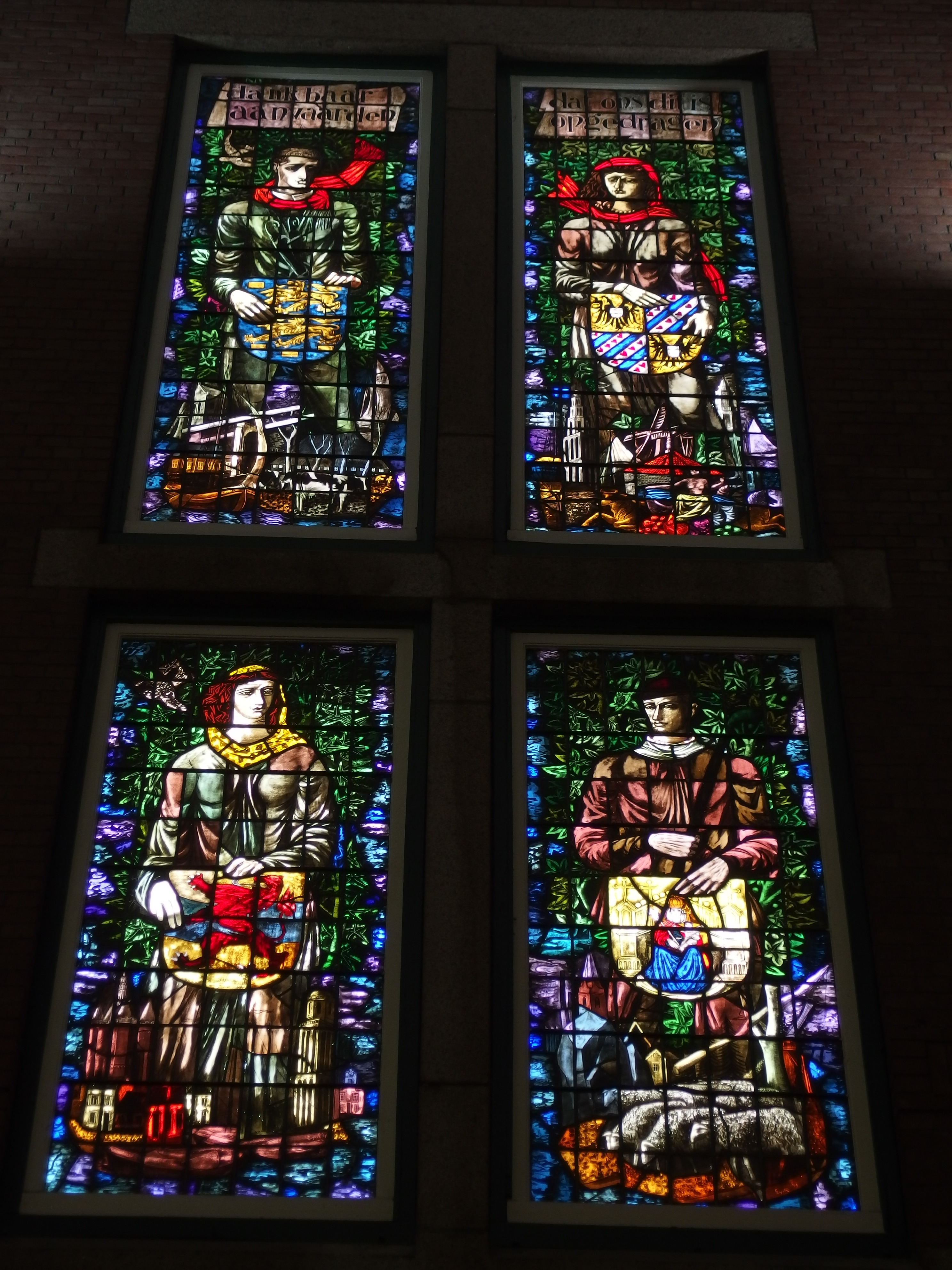